# António de Spínola
António Sebastião Ribeiro de Spínola (Estremoz, Portugal, 11 d'abril de 1910 - Lisboa, Portugal, 13 d'agost de 1996), militar i polític portuguès, va ser el 15è president de la República Portuguesa (primer després del cop del 25 d'abril de 1974).

## Biografia
El 1920 ingressa en l'Acadèmia Militar de Lisboa i el 1939 va ser nomenat Tinent en la Caserna General de la Guarda Nacional Republicana.
Va estudiar en Alemanya i el 1941. Va lluitar  com a voluntari en la Guerra Civil Espanyola de 1936-39 i en la Segona Guerra Mundial, del bàndol franquista. Va visitar el front nazi en el setge de Leningrad en una missió per aprendre les realitats de la guerra moderna, on hi havia voluntaris portugesos que participaren en la División Azul la divisió franquista que va socòrrer l'exèrcit nazi.
Va ser nomenat governador militar de Guinea Bissau el 1968, i de nou el 1972, en plena expansió de la guerra colonial.
El novembre de 1973, després de tornar a la metròpoli, va ser cridat per Marcello Caetano a exercir el ministeri d'Ultramar, càrrec que va rebutjar per no acceptar la intransigència governamental cap a les colònies.
El 17 de gener de 1974 va ser nomenat vice-cap de l'Estat Major de les Forces Armades per suggeriment de Francisco da Costa Gomes, càrrec del qual va ser apartat al març. Poc temps després, però encara abans de la Revolució dels Clavells, publica Portugal e o Futuro (‘Portugal i el futur’), on expressa la idea que la solució per al problema colonial portuguès passava per altres vies que no la continuació de la guerra.
El 25 d'abril de 1974, com a representant màxim del Moviment de les Forces Armades (MFA), va rebre del president del Consell de Ministres, Marcello Caetano, la rendició del govern, i d'ençà de facto va assumir així el poder públic del país.
Es va instituir la Junta de Salvació Nacional, un govern provisional després del cop. Spínola va ser elegit pels seus camarades per exercir el càrrec de president de la República, càrrec que ocuparà entre el 15 de maig de 1974 i el 30 de setembre del mateix any, quan renúncia al càrrec i és substituït pel general Costa Gomes.
Descontentament amb la marxa dels esdeveniments a Portugal després del 25 d'abril (especialment pel gran viratge cap a l'esquerra, a la qual eren afectes un gran nombre de militars), intenta intervenir activament en la política. Així va demetre de la presidència de la República i fugir cap a Espanya després del fallit cop d'estat del 28 de setembre de 1974. En aquesta ocasió va apel·lar a una «majoria silenciosa» que es mobilitzés contra la radicalització política que es vivia. Va participar en el cop d'estat fallit de l'11 de març de 1975 pel sector dretà de les forces armades que aspirava a reconduir el país a posicions més conservadores.
No obstant això, la seva importància en l'inici de la consolidació del nou règim democràtic va ser oficialment reconeguda el 1987 pel llavors president Mário Soares, que el va designar canceller dels Antics Ordes militars portuguesos, i el condecorà amb la Gran Creu de l'Orde Militar de la Torre i l'Espasa (l'insígnia militar portuguesa més important) pels «fets d'heroisme militar i cívic i per haver estat el símbol de la revolució d'abril i el primer president de la República després de la dictadura». Va rebre també la distinció de mariscal de l'exèrcit portuguès.